# Световни отборни титли на ECW
Световни отборни титли на ECW (на английски: ECW World Tag Team Championship) са кеч титли при отборите на Екстремния шампионат по кеч (ECW) до 2001 г.
Първоначално те са използвани от Националния кеч съюз (NWA), който до 1992 г. е в обединение с Източния шампионат по кеч. След 1994 г. те са част от Екстремната федерация.

## Кратка история
Първоначалното име на отборните титли след индуцирането си на 23 юни 1992 г., в Източния шампионат по кеч и Националния кеч съюз, е Отборни титли на NWA-ECW. След септември 1994 г. Източният шампионат по кеч се отделя от Националния кеч съюз, като федерацията получава името на Екстремен шампионат по кеч, а титлите името на Световни отборни титли на ECW.
Окончателно са премахнати през 2001 г., след фалита на федерацията. През 2006 г. Световната федерация по кеч (WWE) включва ново подновения ECW към останалите два бранда – Smackdown! и RAW. However, the tag team championship was not reactivated.